# 대한민국의 국새

현행 국새의 인영(印影)

대한민국의 국새(大韓民國의 國璽)는 대한민국을 상징하는 국새(도장)이며, 헌법 개정 공포문의 전문, 외교문서, 훈장증 등 국가적으로 중요한 문서에서 사용되고 있다.

## 역사

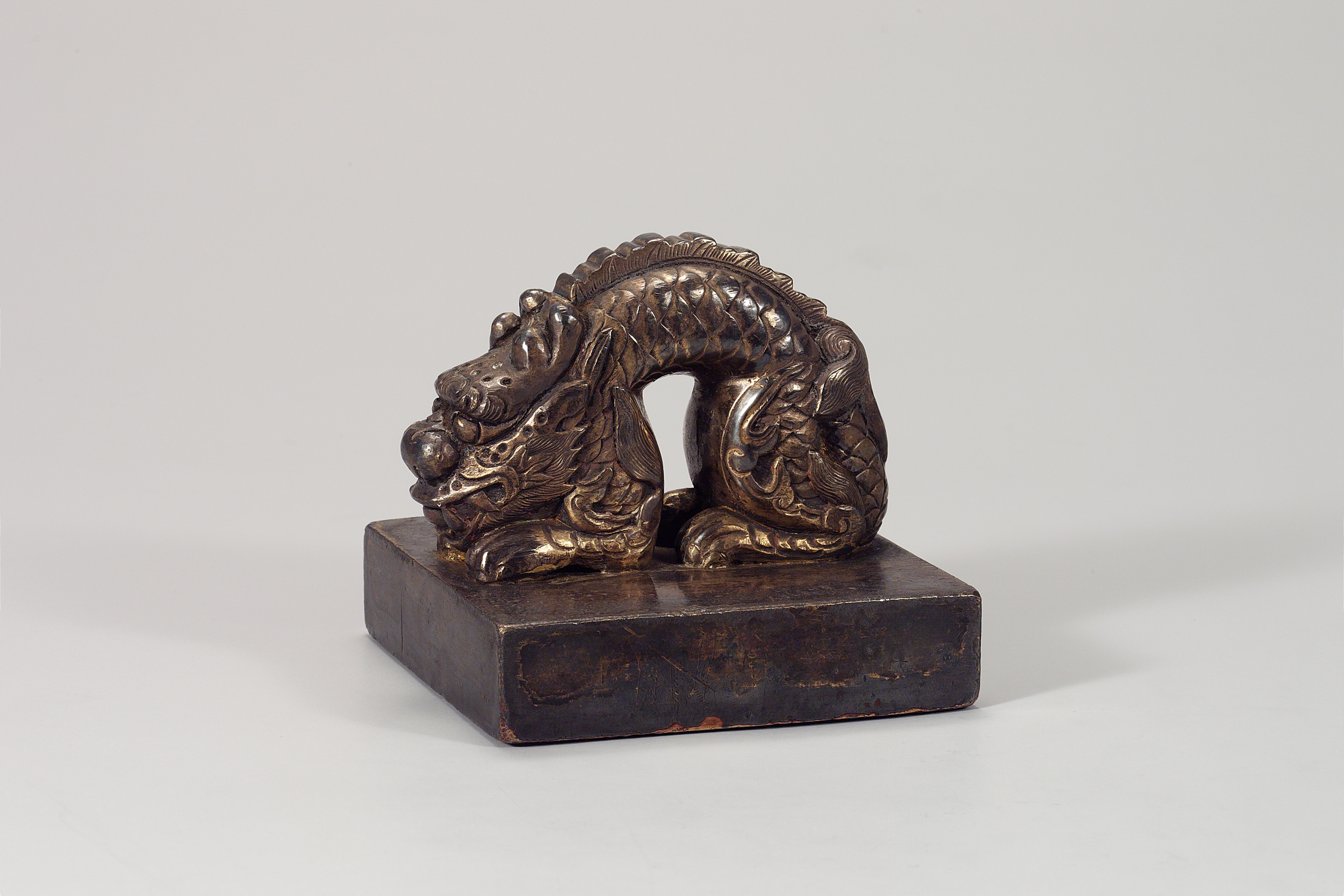
대한제국 칙명지보

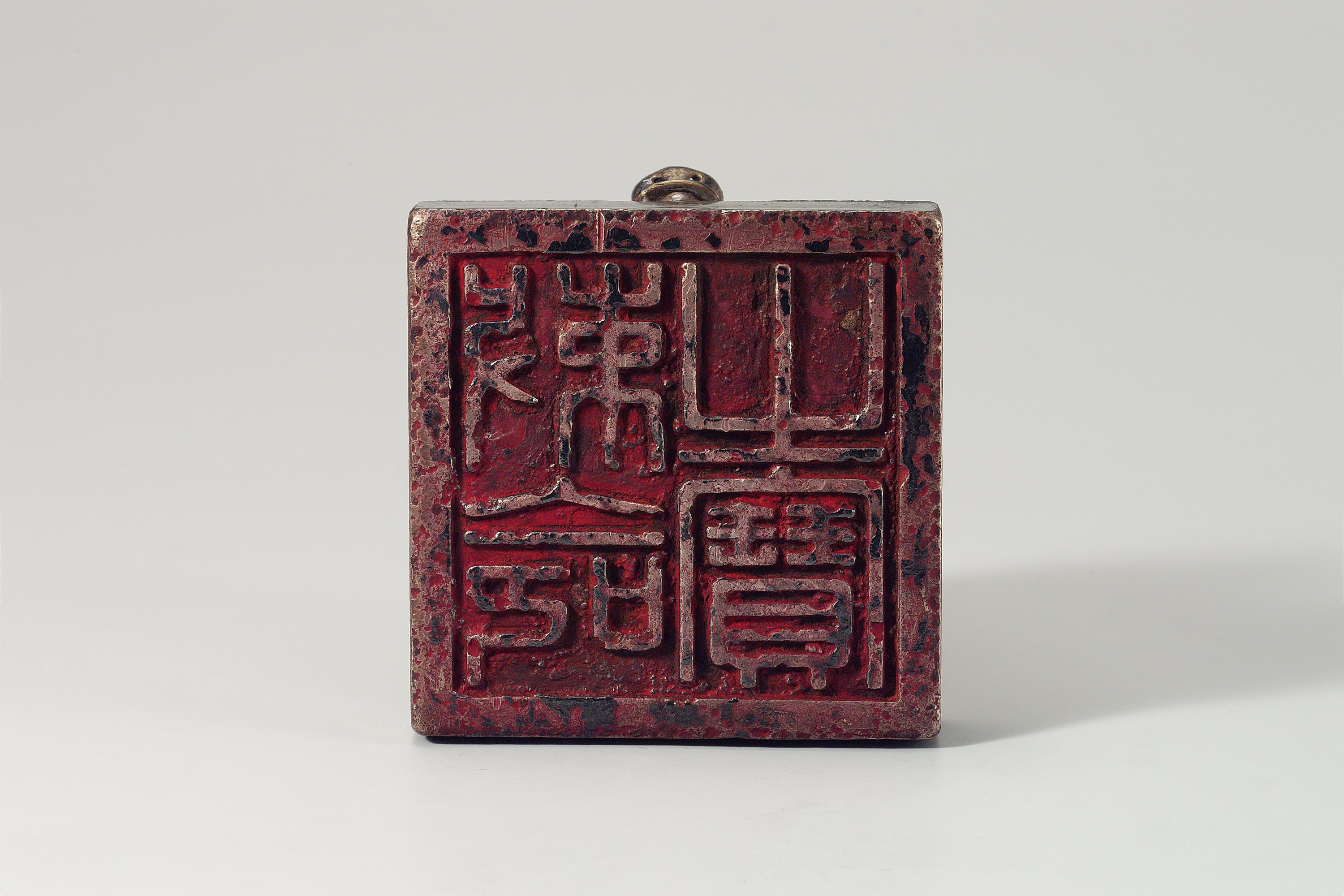
대한제국 칙명지보의 보면

국새는 외교문서에 사용되는 국인(國印), 대보(大寶)로 통칭)과 국내용 보인(寶印)으로 대별된다. 갑오개혁 이전까지의 국인은 대부분 중국 역대 왕조의 황제들에 의해 사여(賜與)되어 들어왔고, 기타의 보인들은 국내에서 제작되어 사용되었다. 환웅이 환인으로부터 받아가지고 왔다는 천부인이 역사상 나타난 최초의 국새라는 주장이 있고, 증보문헌비고에 부여의 예왕(濊王)이 예왕지인(濊王之印)을 사용하였다는 기록이 남아 있다. 삼국 시대에는 기록이 없으나, 중국과의 외교관계 문서에 국인을 사용하였을 것으로 생각된다. 고려 시대에는 금나라, 요나라, 원나라, 명나라 등에서도 인장을 만들어 보내왔다. 원나라에서는 부마국왕선명정동행중서성(駙馬國王宣命征東行中書省)의 도장을 보내 왔으며, 1370년(공민왕 19년)에는 명나라에서 고려국왕지인(高麗國王之印)이라는 도장을 보내 왔다.
조선이 건국되자 1403년(태종 3년)에 명나라로부터 조선국왕지인(朝鮮國王之印)이 수여되었고 세종은 체천목민영창후사(體天牧民永昌後嗣: 하늘의 뜻을 본받아 백성을 다스려 후세에 번영도록 하라)를, 성종은 시명지보(施命之寶)를 각각 만들어 사용하였다. 영조 때에는 국새의 종류가 많아졌는데, 대보(大寶), 시명지보, 이덕보(以德寶), 유서지보(諭書之寶), 과거지보(科擧之寶), 선사지기(宣賜之記), 동문지보(同文之寶), 규장지보(奎章之寶), 준철지보(濬哲之寶), 준명지보(濬明之寶), 흠문지보(欽文之寶), 명덕지보(命德之寶), 광운지보(廣運之寶) 등을 사용하였다. 1636년(인조 14년)까지 대중국 외교문서에만 사용하였다. 1636년 병자호란 이후에는 청나라에서 만들어준 대보를 사용하였으나 숙종 때 명나라에서 준 옛 국인을 모조하여 왕위 계승 의식에 사용하였다. 1894년 갑오개혁 이후에는 이전의 대보를 폐지하고 1881년 ~ 1882년경에 제작한 대조선국보(大朝鮮國寶)와 대조선대군주지보(大朝鮮大君主之寶) 등을 사용하였다. 1897년에 대한제국이 수립되면서 국새로 대한국새(大韓國璽), 황제지새(皇帝之璽), 황제지보(皇帝之寶), 칙명지보(勅命之寶), 제고지보(制誥之寶), 시명지보(施明之寶), 대원수보(大元帥寶), 원수지보(元帥之寶) 등을 제작하여 사용하였다.

## 현황
대한민국의 국새는 대통령령인 《국새규정》에 근거하여, 헌법공포문 전문, 5급 이상 공무원 임명장, 훈·포장 증서, 중요 외교 문서 등에 날인되는 인장이다. 국새의 인면(印面)은 10.1cm의 정방형으로 재질은 금으로 하되 경도를 감안하여 은·구리 및 아연을 합금한다. 인문은 대한민국을 한글로 가로 새기며 훈민정음 창제 당시의 자체를 사용한다. 국새는 행정안전부 장관이 관리한다.

### 제1대 국새
제1대 국새는 1948년에 서울 충무로에 있던 천상당(天賞堂)에서 제작되어서 1962년 12월 31일까지 사용되었지만 현재 소재를 알 수 없다. 재질은 은이며, 인면은 6.06cm의 정방형이다. 인문은 대한민국지새(大韓民國之璽)를 한자 전서체로 새겼다. 인뉴(印鈕)가 용인지 삽살개인지 논란이 있다.

### 제2대 국새
제2대 국새는 1963년 1월 1일부터 1999년 1월 31일까지 사용되었다. 재질은 은이며, 7cm의 정방형으로 무게는 2.0kg이다. 인문은 대한민국을 한글 전서체로 새겼으며, 인뉴는 거북이 모양이다. 제2대 국새는 현재 국가기록원에 소장되어 있다.

### 제3대 국새
제3대 국새는 1999년 2월 1일부터 2008년 2월 21일까지 사용되었다. 재질은 금이며, 인면은 10.1cm의 정방형으로, 무게는 2.15kg이다. 인문은 대한민국을 훈민정음체를 사용하여 한글로 새겼으며, 인뉴는 봉황과 무궁화이다. 2005년에 국새 안쪽에 균열이 생기는 등 흠이 있는 것으로 밝혀져 폐기되었다. 하지만 제4대 국새가 2010년에 제작 책임자의 사기 사건으로 폐기되자 균열이 발견되어 폐기되었던 제3대 국새를 보수하여 제5대 국새가 완성될 때까지 임시로 사용하였다. 제3대 국새는 현재 국가기록원에 소장되어 있다.

### 제4대 국새
제4대 국새는 2008년 2월 22일부터 2010년 11월 30일까지 사용되었다. 재질은 금이며, 인면은 9.9cm의 정방형으로 무게는 2.9kg이다. 인문은 대한민국을 훈민정음체를 사용하여 한글로 새겼으며, 인뉴는 봉황이다. 제3대 국새에서 균열이 발견되자 2005년 10월에 국새를 새로 제작하기로 결정한 뒤 2006년 3월에 국새제작자문위원회를 구성하여 공모절차를 거쳐서 국새 제작자로 민홍규를 선정하였다. 국새와 함께 16종의 국새 의장품이 해당 분야의 장인을 통해서 제작되었다. 하지만 2010년 9월에 국새 제작자인 민홍규가 전통 기법으로 국새를 만들겠다고 정부와 계약했음에도 현대적 방식으로 국새를 만들어 납품한 사기 혐의로 기소되자 제4대 국새는 폐기되었다. 제4대 국새 또한 현재 국가기록원에 소장되어 있다.

### 제5대 국새
제5대 국새는 2011년 10월 25일부터 사용되고 있다. 재질은 금, 은, 구리, 아연, 이리듐으로 구성된 금 합금이며, 크기는 가로, 세로, 높이 10.4cm으로 무게는 3.38kg이다. 인문은 대한민국을 훈민정음체를 사용하여 한글로 새겼으며, 인뉴는 봉황과 무궁화이다. 2010년 10월 29일에 제5대 국새를 제작하기로 결정하고 경쟁입찰을 통해 한국과학기술연구원(KIST)을 국새 제작자로 선정하였으며, KIST가 2011년 6월 16일에 제작에 착수하여 9월 30일에 국새를 납품하였다. 국새 내부를 비우고 인뉴와 인문을 분리하지 않고 한 번에 주조하여 제작하였으며, 희귀 금속인 이리듐을 첨가하여 균열을 방지하였다. 국새의 상업적 이용을 방지하기 위하여 2011년 9월 9일에 특허청에 디자인 등록 출원 신청을 하여 디자인 보호 조치를 취하였다. 그리고 국새의 디자인 출원번호는 30-2011-0037989이다. 국새에 대하여 국방기술품질원이 비파괴 검사와 파괴 검사, 내시경 검사 등을 실시하여 국새의 품질을 과학적으로 검증하였다.

## 갤러리

대한민국 임시정부 국새의 인영
제1대 국새의 인영
제2대 국새의 인영
제3대 국새의 인영
제4대 국새의 인영
제5대 국새의 인영

## 같이 보기
- 대한민국의 국장